# Trigomphus beatus
Trigomphus beatus är en trollsländeart som beskrevs av Chao 1954. Trigomphus beatus ingår i släktet Trigomphus och familjen flodtrollsländor. IUCN kategoriserar arten globalt som livskraftig. Inga underarter finns listade i Catalogue of Life.